# El Pedroso
El Pedroso es un municipio español de la provincia de Sevilla, Andalucía, situado en las estribaciones de la Sierra Norte. Sus coordenadas geográficas son 37° 50′ N, 5° 45′ O. Se encuentra situado a una altitud de 413 metros y a 65,9 km de la capital de provincia, Sevilla. Forma parte del parque natural de la Sierra Norte de Sevilla.

## Historia

### Prehistoria
El hallazgo de puntas de flecha de sílex nos lleva a pensar que en el término de El Pedroso hubo presencia humana en el periodo Paleolítico. También se han encontrado piezas de cerámica que en arqueología se denominan crecientes, lo que confirma la existencia de grupos humanos durante el Calcolítico. Tanto las puntas de flechas como los crecientes han sido hallados en la zona granítica del pago de la porrillas dentro del término municipal pedroseño.

### Época Romana
En los  campos de El Pedroso, de forma aislada y en superficie, únicamente se encuentran restos de tégulas (tejas planas normalmente de terracota) y de ladrillos, siendo inexacto y erróneo identificar a El Pedroso con la Augustobriga que los escritores latinos y griegos situaron en la Vertonia (Lusitana)
coincidente con Talavera la Vieja (Cáceres). Lo que confirma la existencia de El Pedroso en la era romana.

### Periodo de al-Ándalus
La Kura de Firrish, era el distrito árabe al que perteneció El Pedroso, cuya capital, Firrish, se sitúa en el término municipal de San Nicolás del Puerto, en el Cerro de la Armada. Escasa es la toponimia heredada de los musulmanes: calle de Alcazarejo, Medio Almud, Risco Morisco, Algamasilla, Piedra de la Mora Encantada, Río Gusna (Rivera del Huéznar), Arroyo del Parroso y olivar del Altacar. Hace años, en las dehesas de Montegil y Manchallana, se encontraron dos tesorillos de monedas árabes, actualmente depositado en el Museo Arqueológico de Sevilla.

### Edad Media, Reconquista

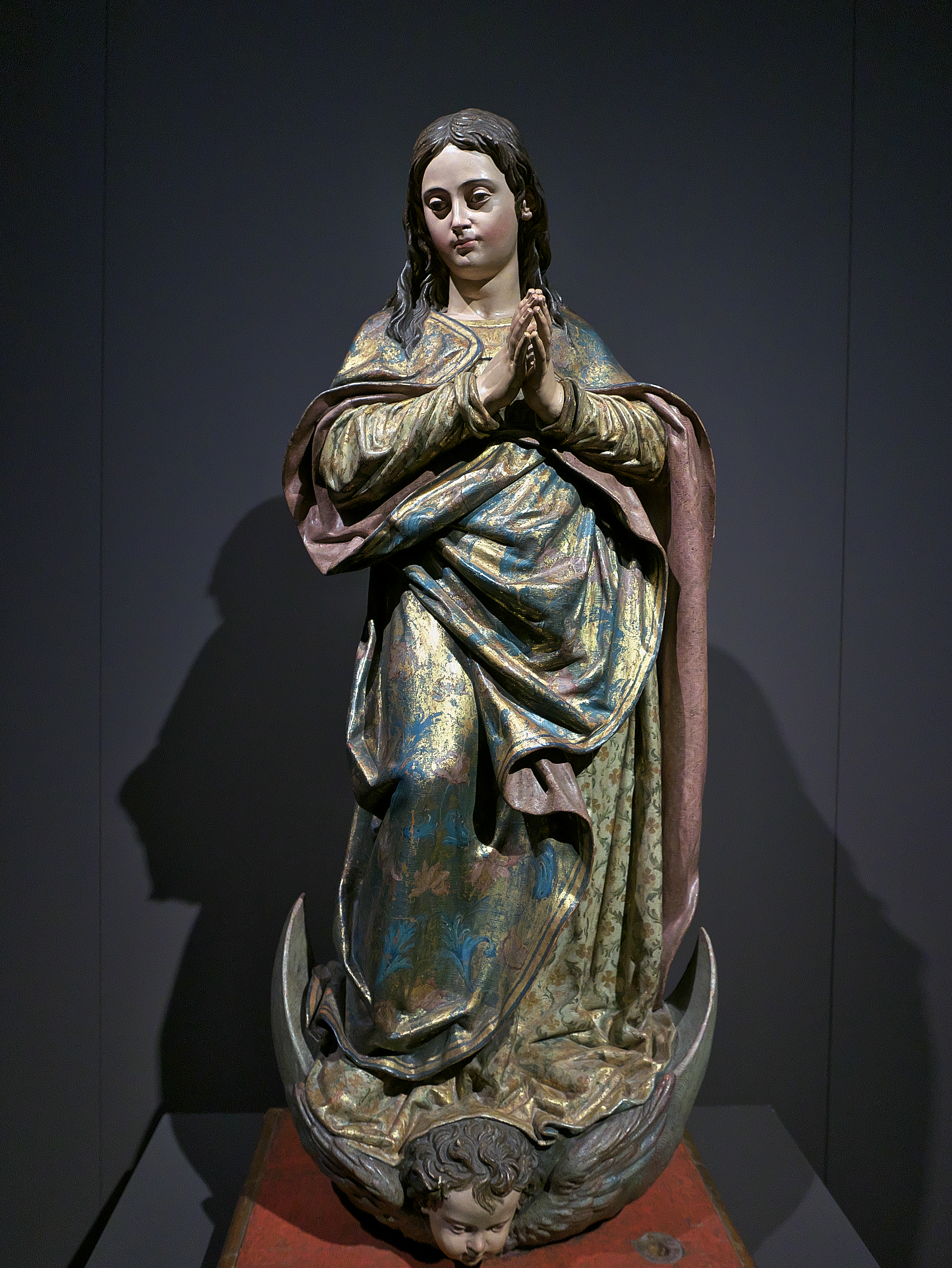
Inmaculada Concepción, Juan Martínez Montañés

Como jurisdicción de la Tierra de Sevilla, el Consejo del Pedroso, ya declarado Tierra de Realengo, surge a partir de la creación del gran Concejo de Sevilla, una vez finalizada la conquista del Reino de Sevilla en 1248. Pero el primer documento sobre la existencia de un concejo denominado lugar del Pedroso lleva fecha del 11 de junio de 1266; se trata de una donación de tierras que Alfonso X efectuó a D. Remondo, arzobispo de Sevilla  pora pan a Anno e vez en el pedroso.
La consolidación del "lugar del Pedroso" está documentada en la Crónica de Alfonso XI, ya que pernoctó en dicho lugar, la noche de un miércoles del mes de mayo de 1342.
El 24 de septiembre de 1429, los diputados Sevilla, nombraron alcalde del castillo del lugar del Pedroso a Fernán Gutiérrez de Escobar, nombramiento que confirma que en el núcleo urbano existió un castillo medieval, con total seguridad situado en el cerro donde, durante la dictadura de Primo de Rivera, se construyó las "Escuelas Nuevas" obra del Aníbal González.

### Edad Moderna: La conquista de América
El 25 y 26 de febrero de 1502, los Reyes Católicos procedentes de Sevilla, permanecieron en El Pedroso. Isabel de Portugal, acompañada de caballeros portugueses y castellanos, moró en el lugar del Pedroso los días 27 y 28 de febrero de 1526, en su marcha hacia Sevilla para contraer matrimonio con Carlos I.
El descubrimiento de América, permitió que cifra importante de pedroseños, se incorporasen a su conquista y poblamiento, destacando, D. Jerónimo López Hernández, que por su valiosa participación en la conquista y poblamiento de México, Carlos I le concedió, para él y sus descendientes escudo de armas; invitado por el Emperador, permaneció dos años en su corte, volviendo a México por orden expresa del monarca, donde fue escribano del Cabildo y regidor perpetuo de México capital.
El 14 de agosto de 1535 la armada de D. Pedro de Mendoza  partió con destino a la conquista del Río de la  Plata, entre sus hombres se encontraban los pedroseños Rodrigo de Quirós, Juan Cabeza, Cristóbal Alonso de Mesa, Francisco de Rivera y Alonso Núñez, cooperando en la fundación de Buenos Aires (Argentina) y Asunción (Paraguay).
En 1594 formaba parte del  reino de Sevilla en la Sierra de Constantina y contaba con 403 vecinos pecheros.

## Geografía humana

### Demografía
Cuenta con una población de 2074 habitantes (INE 2024).
| Gráfica de evolución demográfica de El Pedroso entre 1842 y 2021                                                      |
| |
| Población de derecho según los censos de población del INE. Población de hecho según los censos de población del INE. |

El municipio, que tiene una superficie de 314,25 km².

### Población por núcleos
Desglose de población según el Padrón Continuo por Unidad Poblacional del INE.
| Núcleos            | Habitantes (2016) | Varones | Mujeres |
| ------------------ | ----------------- | ------- | ------- |
| Cañadas del Romero | 43                | 23      | 20      |
| El Pedroso         | 2074              | 1025    | 1049    |
| Las Jarillas       | 15                | 9       | 6       |
| Navahonda          | 9                 | 5       | 4       |

### Economía

#### Evolución de la deuda viva
El concepto de deuda viva contempla solo las deudas con cajas y bancos relativas a créditos financieros, valores de renta fija y préstamos o créditos transferidos a terceros, excluyéndose, por tanto, la deuda comercial.
| Gráfica de evolución de Deuda viva del Ayuntamiento de Pedroso (El) entre 2008 y 2019                                |
| |
| Deuda viva del Ayuntamiento de Pedroso (El) en miles de Euros según datos del Ministerio de Hacienda y Ad. Públicas. |

La deuda viva municipal por habitante en 2014 ascendía a 0 €.

## Monumentos

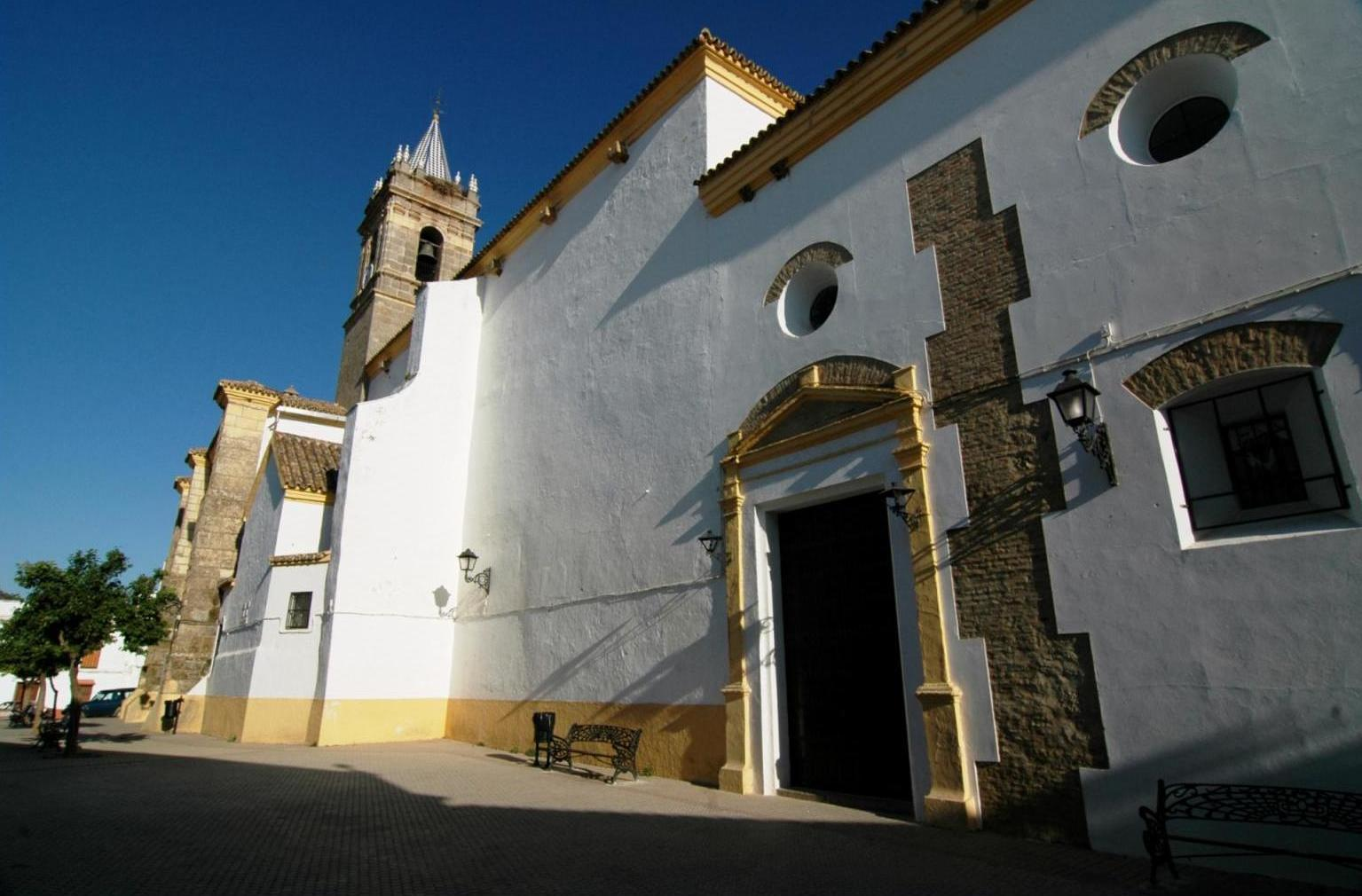
Fachada de la iglesia de Nuestra Señora de la Consolación del Pedroso.

### Iglesia de Nuestra Señora de la Consolación
Este edificio ofrece notables valores históricos, artísticos y urbanísticos. En origen fue una construcción de estilo gótico-mudéjar de la que se conservan restos en la capilla colateral derecha, actualmente bautismal, que puede fecharse por sus bóvedas de crucería con terceletes hacia 1400. A mediados del siglo XVI se introdujeron modificaciones en el edificio, y en la segunda mitad del XVIII se llevaron a cabo nuevas ampliaciones. Los tracistas de esas intervenciones fueron los maestros mayores del arzobispado hispalense, arquitectos de gran interés como Pedro Díaz de Palacios o Antonio de Figueroa y Ruiz.
Desde el punto de vista urbanístico, el templo, construcción exenta situada en una de las cotas más altas, flanqueado por espacios abiertos y en proximidad a los edificios más significativos de la localidad, es centro de referencia sociocultural de la misma.
Cabe, además, subrayar que la Iglesia contiene bienes muebles realizados por artistas tan destacados como Pedro Millán, Pedro de Villegas Marmolejo, Jerónimo Hernández o Juan Martínez Montañés.

### Ermita de la Virgen del Espino
Edificio de una sola nave con cuatro tramos y arcos transversales de gran luz similares a otras construcciones serranas, que descargan en macizos contrafuertes exteriores y cubierta por una estructura de madera a doble vertiente con ladrillos por tablas. Esta nave, por sus características arquitectónicas se puede considerar una construcción mudéjar, probablemente del siglo XV. De esta misma época conserva sencilla puerta ojival de ladrillo en el muro de la Epístola, medio oculta por las dependencias anejas. Posteriormente, en el siglo XVIII y como consecuencia de los destrozos causados por el terremoto de Lisboa de 1755, la ermita experimentó algunas reformas y ampliaciones. Se reconstruye la Capilla Mayor cubierta con una bóveda semiesférica que termina en una linterna, que descansa en pechinas sostenidas por entablamiento y pilastras. De la misma época es la portada principal situada a los pies de la iglesia, adintelada entre pilastras y rematado por un frontón, con una ventana en el tímpano. Sobre la fachada de los pies se coloca una espadaña.
No menos interesante es el Crucero que se encuentra frente a la fachada principal. Se trata de una obra fechable en la primera mitad del siglo XVI, más concretamente hacia 1540, durante el Primer Renacimiento. La obra está realizada en piedra sobre una grada de cinco escalones, sobre la que se eleva un pedestal y un astil formado por un balaustre estriado con un chapitel de grutescos que lleva como remate una cruz. En una de las caras de la cruz aparece un Crucificado y por la otra la Piedad. Esta obra ha sido recientemente limpiada de impurezas, aflorando el color natural de la piedra.
Podemos destacar también el retablo mayor, obra que consta de banco, un cuerpo con tres calles entre columnas salomónicas y ático. Este retablo no es como se venía diciendo obra de Juan de Oviedo ya que la talla a él encargada desapareció en Sevilla, lo que originó que el tallador Luis de Baias fuera contratado para realizar esta obra en 1721, ésta fue posible por las aportaciones efectuadas por los pedroseños devotos de la Virgen. Para su dorado fue contramatado en 1730 Jerónimo Delgado, vecino de la villa. En la calle derecha se sitúa una escultura de San Francisco de Asís del siglo XVIII, en la hornacina central imagen de candelero de la Virgen del Espino del siglo XVIII y en la calle lateral izquierda escultura de Santa Bárbara del siglo XVIII. En el ático aparece una imagen del Crucificado coetánea al retablo, inicios del siglo XVIII.

## Fiestas
- Cruces de Mayo, en 2015, se celebró el 2 de mayo, con un concurso de cruces y otro de pasos infantiles y juveniles.
- Feria (primera semana de agosto, de miércoles a domingo).
- Día de la Virgen del Espino, 8 de septiembre.
- Feria de Muestras de Productos Típicos y Artesanales de la Sierra Norte. Se celebra en el puente de los días 6 y 8 de diciembre.
- Semana Santa.
- Día de la Virgen del Carmen, 16 de julio.

## Servicios
En este aspecto, es el municipio del parque natural de la Sierra Norte de Sevilla que cuenta con mejor comunicación con la capital de la provincia y el que posee mayor cobertura en transporte público, ya que es el único en poseer una estación de tren dentro del espacio urbano, aparte de contar con servicio de autobús y taxi.

## Turismo
Debido a su enclave en plena sierra, cuenta con varios senderos en plena naturaleza totalmente transitables para el visitante:
| SENDERO             | LONGITUD (km) | TIEMPO ESTIMADO (h) | DIFICULTAD   |
| ------------------- | ------------- | ------------------- | ------------ |
| Arroyo de Las Cañas | 11,9          | 3,5                 | Media        |
| El Azulaque         | 12            | 2,5                 | Media - Alta |
| Las Piñas           | 2             | 1                   | Media        |
| Huerto de Rivas     | 3             | 2                   | Media        |

Es localidad de paso del Camino de la Frontera hacia Santiago de Compostela.

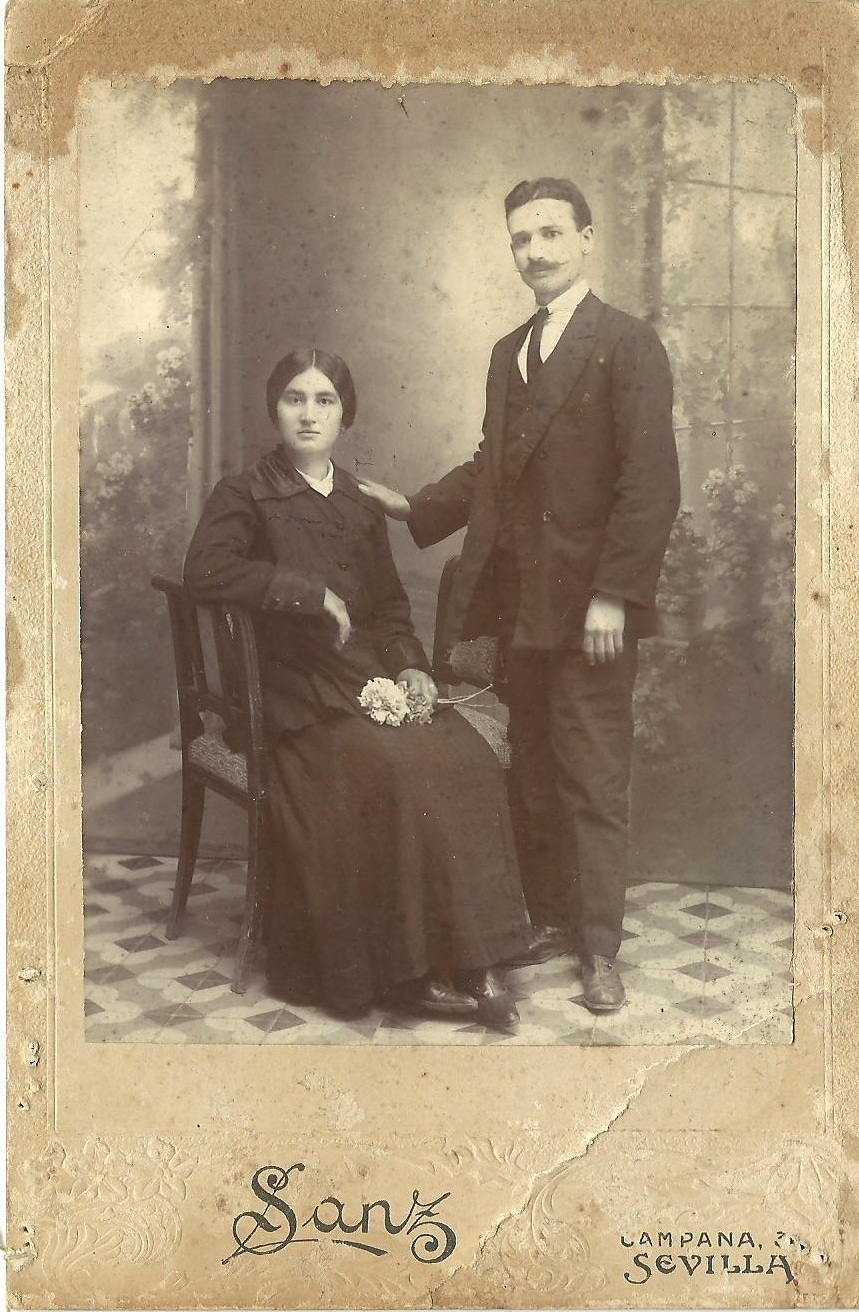
Eduardo Molina Lara y Angustias Prieto Expósito (padres de Alfredo Molina) vecinos de El Pedroso de la calle Cristo número 4 (1915)